# Złota Malina za najgorszy scenariusz
Złota Malina za najgorszy scenariusz – filmowa antynagroda przyznawana corocznie za najgorszy scenariusz, na podstawie którego nakręcono film mający premierę w roku poprzedzającym jej przyznanie. W 1997 przyznano okolicznościową „Nagrodę im. Joego Eszterhasa dla najgorzej napisanego filmu, który zarobił ponad 100 mln dolarów”, którą otrzymali Michael Crichton i Anne-Marie Martin za scenariusz do Twister. Poniższa lista zawiera nazwiska nagrodzonych i nominowanych oraz filmów, za jakie otrzymali nominacje lub wyróżnienia. W przypadku filmów zrealizowanych na podstawie komiksów, których tytuły nie wskazują bezpośrednio na franczyzę, serię lub wydawcę pierwowzoru, w nawiasie podano wskazujące je oznaczenia: „DC”, „DCEU”, „DHC”, „MC” lub „SM”.
Formalnie pierwszą osobą, która kiedykolwiek zaakceptowała Złotą Malinę, był Bill Cosby, „nagrodzony” w 1988 jako najgorszy aktor, współscenarzysta i współproducent Leonarda, część 6. Cosby przyjął ją w ramach prześmiewczego występu, którego producent zastąpił trzy plastikowe statuetki jedną wykonaną z dwudziestoczterokaratowego złota i włoskiego marmuru, wartą wówczas ok. 30 tys. USD. Pierwszym filmowcem, który przyjął Złotą Malinę podczas gali prowadzonej przez Golden Raspberry Award Foundation, był Tom Green, „wyróżniony” w 2002 w kilku kategoriach za Luźnego gościa. Poza Greenem Malinę podczas oficjalnej ceremonii odebrał jedynie współscenarzysta Kobiety-Kot Michael Ferris, do czego namówiła go Halle Berry, która zdecydowała się osobiście odebrać Malinę dla najgorszej aktorki. Brian Helgeland, w 1998 nagrodzony Oscarem za Tajemnice Los Angeles, podczas udzielanego niedługo po oscarowej gali wywiadu dowiedział się, że dzień wcześniej zdobył Malinę za scenariusz do Wysłannika przeszłości i zdecydował się ją przyjąć. Statuetkę, wręczoną mu podczas okolicznościowej ceremonii zorganizowanej w jednym z biur wytwórni Warner Bros., wręczył mu pomysłodawca Malin John J.B. Wilson, a Helgeland postawił ją obok Oscara, „żeby przypominała [mu] o dualizmie Hollywoodu”. J. David Shapiro, w 2001 będąc gościem audycji radiowej Drastic Radio with Mark Ebner, odebrał od prowadzącego Malinę za scenariusz Bitwy o Ziemię, który według filmowca John Travolta uznał za „Listę Schindlera fantastyki naukowej”.

## Wyróżnieni w poszczególnych latach

### 1980–1989
| Za rok                                                           | Scenarzysta                     | Film |
| ---------------------------------------------------------------- | ------------------------------- | ---- |
| 1980 (1.)                                                        |                                 |      |
| Bronte Woodward, Allan Carr                                      | Can’t Stop the Music            |      |
| Erich Segal, Ronni Kern, Fred Segal                              | Zmiana pór roku                 |      |
| William Friedkin                                                 | Zadanie specjalne               |      |
| Steve Shagan                                                     | Wzór                            |      |
| Eleanor Bergstein                                                | Teraz moja kolej                |      |
| Carl Kleinschmitt                                                | Szaleństwa wieku średniego      |      |
| Adam Kennedy, Eric Hughes                                        | Podnieść Titanica               |      |
| Hesper Anderson                                                  | Dotyk miłości                   |      |
| Barry Siegel                                                     | Okna                            |      |
| Richard Christian Danus, Marc Reid Rubel                         | Xanadu                          |      |
| 1981 (2.)                                                        |                                 |      |
| Frank Yablans, Frank Perry, Tracy Hotchner, Robert Getcheell     | Najdroższa mamusia              |      |
| Judith Rascoe                                                    | Niekończąca się miłość          |      |
| Michael Cimino                                                   | Wrota niebios                   |      |
| Blake Edwards                                                    | S.O.B.                          |      |
| Tom Rowe, Gary Goddard                                           | Tarzan, człowiek-małpa          |      |
| 1982 (3.)                                                        |                                 |      |
| Robin Moore i Laird Koenig                                       | Inchon                          |      |
| Carol Sobieski                                                   | Annie                           |      |
| John F. Goff, Matt Cimber                                        | Motylek                         |      |
| Trevor Farrant                                                   | Film o piratach                 |      |
| Norman Steinberg                                                 | Yes, Giorgio                    |      |
| 1983 (4.)                                                        |                                 |      |
| Ellen Shephard, John Kershaw, Shawn Randall                      | Samotna kobieta                 |      |
| Thomas Hedley Jr., Joe Eszterhas                                 | Flashdance                      |      |
| Luigi Cozzi                                                      | Przygody Herkulesa              |      |
| Richard Matheson, Carl Gottlieb, Guerdon Trueblood               | Szczęki 3D                      |      |
| 1984 (5.)                                                        |                                 |      |
| John Derek                                                       | Bolero                          |      |
| Harvey Miller, Hal Needham, Albert S. Ruddy                      | Wyścig armatniej kuli II        |      |
| Phil Alden Robinson, Sylvester Stallone                          | Kryształ górski                 |      |
| David Newman, Lorenzo Semple Jr., Newman Stevens, Leslie Stevens | Sheena, królowa dżungli         |      |
| Stu Krieger, Jeff Burkhart                                       | Gdzie są ci chłopcy             |      |
| 1985 (6.)                                                        |                                 |      |
| Sylvester Stallone, James Cameron, Kevin Jarre                   | Rambo II                        |      |
| Richard Brooks                                                   | Gorączka hazardu                |      |
| Aaron Latham, James Bridges                                      | Być doskonałym                  |      |
| Sylvester Stallone                                               | Rocky IV                        |      |
| Oliver Stone, Michael Cimino                                     | Rok smoka                       |      |
| 1986 (7.)                                                        |                                 |      |
| Willard Huyck, Gloria Katz                                       | Kaczor Howard (MC)              |      |
| Sylvester Stallone                                               | Cobra                           |      |
| Patricia Louisianna Knop, Zalman King, Sarah Kernochan           | 9½ tygodnia                     |      |
| John Kohn, Robert Bentley                                        | Niespodzianka z Szanghaju       |      |
| Becky Johnston                                                   | Zakazana miłość                 |      |
| 1987 (8.)                                                        |                                 |      |
| Jonathan Reynolds, Bill Cosby                                    | Leonard, część 6                |      |
| Elaine May                                                       | Isthar                          |      |
| Michael De Guzman                                                | Szczęki 4: Zemsta               |      |
| Norman Mailer                                                    | Twardziele nie tańczą           |      |
| Andrew Smith, Ken Finkleman                                      | Kim jest ta dziewczyna?         |      |
| 1988 (9.)                                                        |                                 |      |
| Heywood Gould                                                    | Koktajl                         |      |
| Stephen Neigher, Hugo Gilbert, Charlie Peters                    | Koń mądrzejszy od jeźdźca       |      |
| Stewart Raffill, Steve Feke                                      | Mac i ja                        |      |
| Sylvester Stallone, Sheldon Lettich                              | Rambo III                       |      |
| Bob Dolman, George Lucas                                         | Willow                          |      |
| 1989 (10.)                                                       |                                 |      |
| Eddie Murphy                                                     | Noce Harlemu                    |      |
| Robert Mark Kamen                                                | Karate Kid III                  |      |
| David Lee Henry, Hilary Henkin                                   | Wykidajło                       |      |
| David Loughery, William Shatner, Harve Bennett                   | Star Trek V: Ostateczna granica |      |
| Randy Feldman                                                    | Tango i Cash                    |      |

### 1990–1999
| Za rok | Scenarzysta                             | Film |
| --- | --------------------------------------- | ---- |
| 1990 (11.) |                                         |      |
| Daniel Waters, James Cappe, David Arnott | Przygody Forda Fairlane’a               |      |
| Michael Cristofer | Fajerwerki próżności                    |      |
| John Derek | Duchy tego nie robią                    |      |
| Prince | Graffiti Bridge                         |      |
| Sylvester Stallone | Rocky V                                 |      |
| 1991 (12.) |                                         |      |
| Steven E. de Souza, Daniel Waters, Bruce Willis, Robert Kraft | Hudson Hawk                             |      |
| David Stenn | Miłość w rytmie Rap                     |      |
| Andrew Dice Clay, Lenny Schulman | Dice Rules                              |      |
| Dan Aykroyd, Peter Aykroyd | Same kłopoty                            |      |
| Leslie Stevens | Powrót do błękitnej laguny              |      |
| 1992 (13.) |                                         |      |
| Blake Snyder, William Osborne, William Davies | Stój, bo mamuśka strzela                |      |
| Lawrence Kasdan | Bodyguard                               |      |
| John Briley, Cary Bates, Mario Puzo | Kolumb odkrywca                         |      |
| Wesley Strick, Robert Berger | Diagnoza zbrodni                        |      |
| David Seltzer | Światło w mroku                         |      |
| 1993 (14.) |                                         |      |
| Amy Holden Jones | Niemoralna propozycja                   |      |
| Brad Mirman | Sidła miłości                           |      |
| Michael France, Sylvester Stallone | Na krawędzi                             |      |
| Shane Black, David Arnott, Zak Penn, Adam Leff | Bohater ostatniej akcji                 |      |
| Joe Eszterhas | Sliver                                  |      |
| 1994 (15.) |                                         |      |
| Tom S. Parker, Jim Jennewein, Steven E. de Souza, Al Aidekman, Kate Barker, Cindy Begel, Ruth Bennett, Bruce Cohen, Robert Conte, Rob Dames, Lon Diamond, Michael J. Di Gaetano, Fred Fox Jr., Lloyd Garver, Daniel Goldin, Joshua Goldin, Richard Gurman, Jason Hoffs, Brian Levant, Babaloo Mandel, Mitch Markowitz, Ron Osborn, Jeff Reno, David Richardson, Leonard Ripps, Gary Ross, Dava Savel, David Silverman, Nancy Steen, Stephen Sustarsic, Roy Teicher, Neil Thompson, Michael Wilson, Peter Martin Wortmann | Flintstonowie                           |      |
| Matthew Chapman, Billy Ray | Barwy nocy                              |      |
| John Mattson | Kieszonkowe                             |      |
| Alan Zweibel, Andrew Scheinman | Małolat                                 |      |
| Ed Horowitz, Robin U. Russin | Na zabójczej ziemi                      |      |
| 1995 (16.) |                                         |      |
| Joe Eszterhas | Showgirls                               |      |
| John Patrick Shanley | Kongo                                   |      |
| Jim Emerson, Stephen Hibbert, Julia Sweeney | It’s Pat                                |      |
| Joe Eszterhas | Jade                                    |      |
| Douglas Day Stewart | Szkarłatna litera                       |      |
| 1996 (17.) |                                         |      |
| Andrew Bergman | Striptiz                                |      |
| Chuck Pfarrer, Ilene Chaiken | Żyleta (SM)                             |      |
| David M. Evans, Ken Richards, Janus Cercone | Małpa na boisku                         |      |
| Richard Stanley, Ron Hutchinson | Wyspa doktora Moreau                    |      |
| Brent Forrester | Świat według głupich                    |      |
| Nagroda im. Joego Eszterhasa dla najgorzej napisanego filmu, który zarobił ponad 100 mln dolarów |                                         |      |
| Michael Crichton, Anne-Marie Martin | Twister                                 |      |
| Tab Murphy, Irene Mecchi, Bob Tzudiker, Noni White | Dzwonnik z Notre Damme                  |      |
| Dean Devlin, Roland Emmerich | Dzień Niepodległości                    |      |
| David Koepp, Robert Towne | Mission: Impossible                     |      |
| Akiva Goldsman | Czas zabijania                          |      |
| 1997 (18.) |                                         |      |
| Eric Roth, Brian Helgeland | Wysłannik przyszłości                   |      |
| Hans Bauer, Jim Cash, Jack Epps Jr. | Anakonda                                |      |
| Akiva Goldsman | Batman i Robin (DC)                     |      |
| David Koepp | Zaginiony świat: Jurassic Park          |      |
| Randall McCormick, Jeff Nathanson, Jan de Bont | Speed 2: Wyścig z czasem                |      |
| 1998 (19.) |                                         |      |
| Joe Eszterhas | Spalić Hollywood                        |      |
| Jonathan Hensleigh, J.J. Abrams | Armageddon                              |      |
| Don MacPherson | Rewolwer i melonik                      |      |
| Dean Devlin, Roland Emmerich | Godzilla                                |      |
| Kim Fuller | Spice World                             |      |
| 1999 (20.) |                                         |      |
| Jim Thomas, John Thomas, S.S. Wilson, Brent Maddock, Jeffrey Price, Peter S. Seaman | Bardzo dziki zachód                     |      |
| Steve Franks, Tim Herlihy, Adam Sandler | Supertata                               |      |
| David Self | Nawiedzony                              |      |
| Stephen T. Kay, Scott Silver, Kate Lanier | Ekipa wyrzutków                         |      |
| George Lucas | Gwiezdne wojny: część I – Mroczne widmo |      |

### 2000–2009
| Za rok                                                                                                   | Scenarzysta                                   | Film |
| --- | --------------------------------------------- | ---- |
| 2000 (21.)                                                                                               |                                               |      |
| Corey Mandell, J.D. Shapiro                                                                              | Bitwa o Ziemię                                |      |
| Daniel Myrick, Eduardo Sánchez, Dick Beebe, Joe Berlinger                                                | Księga cieni: Blair Witch 2                   |      |
| Jeffrey Price, Peter S. Seaman                                                                           | Grinch: Świąt nie będzie                      |      |
| Tim Herlihy, Adam Sandler, Steven Brill                                                                  | Mały Nicky                                    |      |
| Tom Ropolewski                                                                                           | Układ prawie idealny                          |      |
| 2001 (22.)                                                                                               |                                               |      |
| Tom Green, Derek Harvie                                                                                  | Luźny gość                                    |      |
| Richard Recco, Demian Lichtenstein                                                                       | 3000 mil do Graceland                         |      |
| Sylvester Stallone, Jan Skrentny, Neal Tabachnick                                                        | Wyścig                                        |      |
| Kate Lanier, Cheryl L. West                                                                              | Glitter                                       |      |
| Randal Wallace                                                                                           | Pearl Harbor                                  |      |
| 2002 (23.)                                                                                               |                                               |      |
| George Lucas i Jonathon Hales                                                                            | Gwiezdne wojny: część II – Atak klonów        |      |
| Neil Cuthbert                                                                                            | Pluto Nash                                    |      |
| Shonda Rhimes                                                                                            | Crossroads: Dogonić marzenia                  |      |
| Vincenzo Cerami, Roberto Benigni                                                                         | Pinokio                                       |      |
| Guy Ritchie                                                                                              | Rejs w nieznane                               |      |
| 2003 (24.)                                                                                               |                                               |      |
| Martin Brest                                                                                             | Gigli                                         |      |
| Alec Berg, David Mandel, Jeff Schaffer                                                                   | Kot                                           |      |
| John August, Cormac Wibberley, Marianne Wibberley                                                        | Aniołki Charliego: Zawrotna szybkość          |      |
| Robert Brener, Troy Miller                                                                               | Głupi i głupszy 2: Kiedy Harry spotkał Lloyda |      |
| Kim Fuller                                                                                               | Justin i Kelly                                |      |
| 2004 (25.)                                                                                               |                                               |      |
| Theresa Rebeck, John Brancato, Michael Ferris, John Rogers                                               | Kobieta-Kot (DC)                              |      |
| Oliver Stone, Christopher Kyle, Laeta Kalogridis                                                         | Aleksander                                    |      |
| Keenen Ivory Wayans, Shawn Wayans, Marlon Wayans, Andrew McElfresh, Michael Anthony Snowden, Xavier Cook | Agenci bardzo specjalni                       |      |
| Deborah Kaplan, Harry Elfont, Jeffrey Ventimilia, Joshua Sternin                                         | Przetrwać święta                              |      |
| Steven Paul, Gregory Poppen                                                                              | Superdzieciaki: Geniusze w pieluchach II      |      |
| 2005 (26.)                                                                                               |                                               |      |
| Jenny McCarthy                                                                                           | Dirty Love                                    |      |
| Lance Khazei                                                                                             | Dziedzic maski                                |      |
| John O’Brien                                                                                             | Diukowie Hazzardu                             |      |
| Adam McKay, Nora Ephron, Delia Ephron                                                                    | Czarownica                                    |      |
| David Garrett, Jason Ward, Rob Schneider                                                                 | Deuce Bigalow: Boski żigolo w Europie         |      |
| 2006 (27.)                                                                                               |                                               |      |
| Leora Barish, Henry Bean                                                                                 | Nagi instynkt 2                               |      |
| Guinevere Turner                                                                                         | BloodRayne                                    |      |
| M. Night Shyamalan                                                                                       | Kobieta w błękitnej wodzie                    |      |
| Neil LaBute                                                                                              | Kult                                          |      |
| Keenen Ivory Wayans, Marlon Wayans, Shawn Wayans                                                         | Mały                                          |      |
| 2007 (28.)                                                                                               |                                               |      |
| Jeff Hammond                                                                                             | Wiem, kto mnie zabił                          |      |
| Geoff Rodkey, J. David Stem, David N. Weiss                                                              | Małolaty na obozie                            |      |
| Eddie Murphy, Charles Q. Murphy, Jay Scherick, David Ronn                                                | Norbit                                        |      |
| Barry Fanaro, Alexander Payne, Jim Taylor                                                                | Państwo młodzi, Chuck i Larry                 |      |
| Jason Friedberg, Aaron Seltzer                                                                           | Wielkie kino                                  |      |
| 2008 (29.)                                                                                               |                                               |      |
| Mike Myers, Graham Gordy                                                                                 | Guru miłości                                  |      |
| Jason Friedberg, Aaron Seltzer                                                                           | Totalny kataklizm                             |      |
| Jason Friedberg, Aaron Seltzer                                                                           | Poznaj moich Spartan                          |      |
| M. Night Shyamalan                                                                                       | Zdarzenie                                     |      |
| Heidi Ferrer                                                                                             | Muza i meduza                                 |      |
| Doug Taylor                                                                                              | Dungeon Siege: W imię króla                   |      |
| 2009 (30.)                                                                                               |                                               |      |
| Ehren Kruger, Roberto Orci, Alex Kurtzman                                                                | Transformers: Zemsta upadłych                 |      |
| Kim Barker                                                                                               | Wszystko o Stevenie                           |      |
| Melissa Rosenberg                                                                                        | Saga „Zmierzch”: Księżyc w nowiu              |      |
| Chris Henchy, Dennis McNicholas                                                                          | Zaginiony ląd                                 |      |
| Stuart Beattie, David Elliot, Paul Lovett                                                                | G.I. Joe: Czas Kobry                          |      |

### 2010–2019
| Za rok | Scenarzysta                                                   | Film |
| --- | ------------------------------------------------------------- | ---- |
| 2010 (31.) |                                                               |      |
| M. Night Shyamalan | Ostatni władca wiatru                                         |      |
| Jason Friedberg, Aaron Seltzer | Wampiry i świry                                               |      |
| Michael Patrick King | Seks w wielkim mieście 2                                      |      |
| Melissa Rosenberg | Saga „Zmierzch”: Zaćmienie                                    |      |
| John Hamburg i Larry Stuckey | Poznaj naszą rodzinkę                                         |      |
| 2011 (32.) |                                                               |      |
| Ben Zook, Steve Koren, Adam Sandler | Jack i Jill                                                   |      |
| Ehren Kruger | Transformers 3                                                |      |
| Melissa Rosenberg | Saga „Zmierzch”: Przed świtem – część 1                       |      |
| Katherine Fugate | Sylwester w Nowym Jorku                                       |      |
| Nick Swardson, Adam Sandler, Allen Covert | Bucky Larson: Gwiazdor z powołania                            |      |
| 2012 (33.) |                                                               |      |
| David Caspe | Spadaj, tato                                                  |      |
| Duke Sandefur | Atlas zbuntowany: Część II                                    |      |
| Erich Hoeber, Jon Hoeber | Battleship: Bitwa o Ziemię                                    |      |
| Steve Koren | Tysiąc słów                                                   |      |
| Melissa Rosenberg | Saga „Zmierzch”: Przed świtem – część 2                       |      |
| 2013 (34.) |                                                               |      |
| Steve Baker, Ricky Blitt, Will Carlough, Tobias Carlson, Jacob Fleisher, Patrik Forsberg, Will Graham, James Gunn, Claes Kjellstrom, Jack Kukoda, Bob Odenkirk, Bill O’Malley, Matthew Alec Portenoy, Greg Pritikin, Rocky Russo, Olle Sarri, Elizabeth Wright Shapiro, Jeremy Sosenko, Jonathan van Tulleken, Jonas Wittenmark | Movie 43                                                      |      |
| M. Night Shyamalan, Gary Whitta, Will Smith | 1000 lat po Ziemi                                             |      |
| Fred Wolf, Adam Sandler, Tim Herlihy | Jeszcze większe dzieci                                        |      |
| Terry Rossio, Ted Elliott, Justin Haythe | Jeździec znikąd                                               |      |
| Tyler Perry | A Madea Christmas                                             |      |
| 2014 (35.) |                                                               |      |
| Darren Doane, Cheston Hervey | Saving Christmas                                              |      |
| Paul Lalonde, John Patus | Czasy ostateczne: Pozostawieni                                |      |
| Jason Segel, Nicholas Stoller, Kate Angelo | Sekstaśma                                                     |      |
| Evan Daugherty, Josh Appelbaum, André Nemec | Wojownicze żółwie ninja                                       |      |
| Ehren Kruger | Transformers: Wiek zagłady                                    |      |
| 2015 (36.) |                                                               |      |
| Kelly Marcel | Pięćdziesiąt twarzy Greya                                     |      |
| Simon Kinberg, Jeremy Slater, Josh Trank | Fantastyczna Czwórka (MC)                                     |      |
| Lana i Lilly Wachowskie | Jupiter: Intronizacja                                         |      |
| Kevin James, Nick Bakay | Oficer Blart w Las Vegas                                      |      |
| Timothy Dowling, Tim Herlihy | Piksele                                                       |      |
| 2016 (37.) |                                                               |      |
| Chris Terrio, David S. Goyer | Batman v Superman: Świt sprawiedliwości (DCEU)                |      |
| John M. Phillips | Co ty wiesz o swoim dziadku?                                  |      |
| Matt Sazama, Burk Sharpless | Bogowie Egiptu                                                |      |
| Dinesh d’Souza, Bruce Schooley | Hillary’s America: The Secret History of the Democratic Party |      |
| Dean Devlin, Roland Emmerich, James Vanderbilt, James A. Woods, Nicolas Wright | Dzień Niepodległości: Odrodzenie                              |      |
| David Ayer | Legion Samobójców (DCEU)                                      |      |
| 2017 (38.) |                                                               |      |
| Tony Leondis, Eric Siegel i Mike White | Emotki: Film                                                  |      |
| Damian Shannon, Mark Swift, Jay Scherick, David Ronn, Thomas Lennon, Robert Ben Garant | Baywatch: Słoneczny patrol                                    |      |
| Niall Leonard | Ciemniejsza strona Greya                                      |      |
| David Koepp, Christopher McQuarrie, Dylan Kussman, Jon Spaihts, Alex Kurtzman, Jenny Lumet | Mumia                                                         |      |
| Art Marcum, Matt Holloway, Ken Nolan i Akiva Goldsman | Transformers: Ostatni rycerz                                  |      |
| 2018 (39.) |                                                               |      |
| Niall Leonard | Nowe oblicze Greya                                            |      |
| Dinesh d’Souza, Bruce Schooley | Death of a Nation                                             |      |
| Lem Dobbs, Leo Rossi | Gotti                                                         |      |
| Todd Berger | Rozpruci na śmierć                                            |      |
| Michael Spierig, Peter Spierig, Tom Vaughan | Winchester: Dom duchów                                        |      |
| 2019 (40.) |                                                               |      |
| Lee Hall, Tom Hooper | Koty                                                          |      |
| Daniel Farrand | Sharon Tate                                                   |      |
| Andrew Cosby | Hellboy (SM)                                                  |      |
| Matthew Cirulnick, Sylvester Stallone | Rambo: Ostatnia krew                                          |      |
| Tyler Perry | Rodzinny pogrzeb Madei                                        |      |

### 2020–2029
| Za rok                                                                 | Scenarzysta                            | Film |
| ---------------------------------------------------------------------- | -------------------------------------- | ---- |
| 2020 (41.)                                                             |                                        |      |
| Tomasz Klimala, Barbara Białowąs, Tomasz Mandes, Blanka Lipińska       | 365 dni                                |      |
| Charles Band                                                           | Corona Zombies                         |      |
| Charles Band                                                           | Barbie & Kendra Save the Tiger King    |      |
| Charles Band                                                           | Barbie & Kendra Storm Area 51          |      |
| Stephen Gaghan, Dan Gregor, Doug Mand                                  | Doktor Dolittle                        |      |
| Jeff Wadlow, Chris Roach, Jillian Jacobs                               | Wyspa Fantazji                         |      |
| Vanessa Taylor                                                         | Elegia dla bidoków                     |      |
| 2021 (42.)                                                             |                                        |      |
| Joe diPietro (scenariusz), David Bryan i diPietro (teksty piosenek)    | Diana: Musical                         |      |
| „Coke” Daniels                                                         | Karen                                  |      |
| Robert Henny, Kurt Wimmer                                              | Elita złodziei                         |      |
| Sally Collett, John Wrathal                                            | Twist                                  |      |
| Tracy Letts                                                            | Kobieta w oknie                        |      |
| 2022 (43.)                                                             |                                        |      |
| Andrew Dominik                                                         | Blondynka                              |      |
| Machine Gun Kelly i Mod Sun                                            | Miłego żalu                            |      |
| Emily Carmichael, Colin Trevorrow                                      | Jurassic World: Dominion               |      |
| Matt Sazama, Burk Sharpless                                            | Morbius (SM)                           |      |
| Robert Zemeckis, Chris Weitz                                           | Pinokio                                |      |
| 2023 (44.)                                                             |                                        |      |
| Rhys Frake-Waterfield                                                  | Puchatek: Krew i miód                  |      |
| Peter Sattler, David Gordon Green                                      | Egzorcysta: Wyznawca                   |      |
| Kurt Wimmer, Tad Daggerhart, Max D. Adams                              | Niezniszczalni 4                       |      |
| Jez Butterworth, John-Henry Butterworth, David Koepp, James Mangold    | Indiana Jones i artefakt przeznaczenia |      |
| Henry Gayden, Chris Morgan                                             | Shazam! Gniew bogów (DCEU)             |      |
| 2024 (45.)                                                             |                                        |      |
| Matt Sazama, Burk Sharpless, Claire Parker, S.J. Clarkson, Kerem Sanga | Madame Web (SM)                        |      |
| Scott Silver, Todd Phillips                                            | Joker: Folie à deux (DC)               |      |
| Art Marcum, Matt Holloway, Richard Wenk                                | Kraven Łowca (SM)                      |      |
| Francis Ford Coppola                                                   | Megalopolis                            |      |
| Howard Klausner                                                        | Reagan                                 |      |

## Rekordziści

### Najmłodsi i najstarsi
| Rekord                | Scenarzysta          | Film                                   | Wiek      |
| --------------------- | -------------------- | -------------------------------------- | --------- |
| Najstarszy nagrodzony | Jonathan Hales       | Gwiezdne wojny: część II – Atak klonów | 65 lat    |
| Najstarszy nominowany | Francis Ford Coppola | Megalopolis                            | 85 lat    |
| Najmłodszy wygrany    | David Arnott         | Przygody Forda Fairlane’a              | 27–28 lat |
| Najmłodszy nominowany | Zak Penn             | Bohater ostatniej akcji                | 25 lat    |

|  | Serie i franczyzy Wielokrotnie nagradzane 2 wygrane Pięćdziesiąt twarzy Greya DC Comics (w tym 1 z DC Extended Universe ) Wielokrotnie nominowane 6 nominacji DC Comics (w tym 3 dla DC Extended Universe ) 5 nominacji Marvel Comics (w tym 3 dla Sony’s Spider-Man Universe ) 4 nominacje Saga „Zmierzch” Transformers 3 nominacje Rambo Pięćdziesiąt twarzy Greya 2 nominacje Dark Horse Comics Dzień Niepodległości Gwiezdne wojny Jurassic Park Madea Rocky Szczęki | 2 wygrane - Steven E. de Souza - Daniel Waters - Joe Eszterhas 9 nominacji - Sylvester Stallone 5 nominacji - Joe Eszterhas - Adam Sandler 4 nominacje - Tim Herlihy - Melissa Rosenberg - M. Night Shyamalan 3 nominacje - Jason Friedberg - David Koepp - George Lucas - Matt Sazama - Aaron Seltzer - Burk Sharpless | 2 nominacje - David Arnott - Michael Cimino - Dinesh d’Souza - John Derek - Dean Devlin (dodatkowo nominacja w kat. specjalnej) - Ted Elliott - Roland Emmerich (dodatkowo nominacja w kat. specjalnej) - Akiva Goldsman - Steve Koren - Ehren Kruger - Alex Kurtzman - Niall Leonard - Eddie Murphy - Tyler Perry - Terry Rossio - Scott Silver - Steven E. de Souza - Oliver Stone - Daniel Waters - Keenen Ivory Wayans - Marlon Wayans - Shawn Wayans - Kurt Wimmer |